# Tkanka łączna właściwa
Tkanka łączna właściwa (łac. textus conjunctivus sensu stricto) – rodzaj tkanki łącznej.
Rodzaje tkanki łącznej właściwej:
- tkanka łączna luźna, inaczej wiotka (łac. textus conjunctivus fibrosus laxus)
- tkanka łączna zbita (łac. textus conjunctivus fibrosus compactus), inaczej zwarta lub włóknista
  - tkanka łączna zbita o utkaniu regularnym, tkanka łączna ukształtowana (łac. textus conjunctivus compactus regularis)
  - tkanka łączna zbita o utkaniu nieregularnym, tkanka łączna nieukształtowana (łac. textus conjunctivus compactus irregularis)
- tkanka łączna zarodkowa, mezenchyma
- tkanka tłuszczowa (łac. textus adiposus)
- tkanka łączna barwnikowa (łac. textus conjunctivus pigmentosus)
- tkanka łączna siateczkowa (łac. textus conjunctivus reticularis)[1].

## Funkcje
- zrąb oraz ochrona mechaniczna tkanek i narządów
- transport substancji odżywczych i produktów metabolizmu
- obrona organizmu przed obcymi związkami chemicznymi

## Komórki
Do komórek tkanki łącznej właściwej należą:
- fibroblasty
- histiocyty
- komórki tuczne
- plazmocyty
- komórki napływowe, w tym limfocyty i granulocyty.

## Macierz pozakomórkowa

### Istota podstawowa
Pod mikroskopem świetlnym istota podstawowa tkanki łącznej właściwej ma wygląd bezpostaciowego żelu. W jej skład wchodzą glikozoaminoglikany, wiążące się z białkami i dające proteoglikany oraz glikoproteiny. Najważniejsze glikozoaminoglikany wchodzące w skład istoty podstawowej to siarczany chondroityny, siarczan dermatanu, siarczan keratanu i kwas hialuronowy. Do glikoprotein znajdujących się w istocie podstawowej należą fibronektyna, laminina i osteopontyna.

### Włókna
Istota międzykomórkowa zawiera:
- włókna kolagenowe – zbudowane są z kolagenu typu I, cechuje je duża wytrzymałość na rozrywanie, najczęściej występują w wiązkach o grubości 50–100 μm
- włókna siateczkowe – zbudowane są z kolagenu typu III, ich włókienka tworzą wiązki o grubości 0,5–2,0 μm, wchodzą w skład zrębu większości narządów wewnętrznych oraz błon podstawnych
- włókna sprężyste – występują w postaci sieci, mają średnicę 0,2–1,0 μm, zbudowane są z elastyny (która wypełnia włókno) oraz włókienek o szerokości 10 nm zbudowanych z białka mikrofibryliny, cechuje je podatność na rozciąganie, występują więc między innymi w ścianie tętnic, płucach, małżowinie usznej.